# مجشتي (مقاطعة دلفان)
مجشتي (بالفارسية: مجشتی) هي قرية تقع في قسم كاكاوند الغربي الريفي (مقاطعة دلفان) في إيران. يقدر عدد سكانها بـ 36 نسمة بحسب إحصاء 2016.